# گورستان مرکزافندی

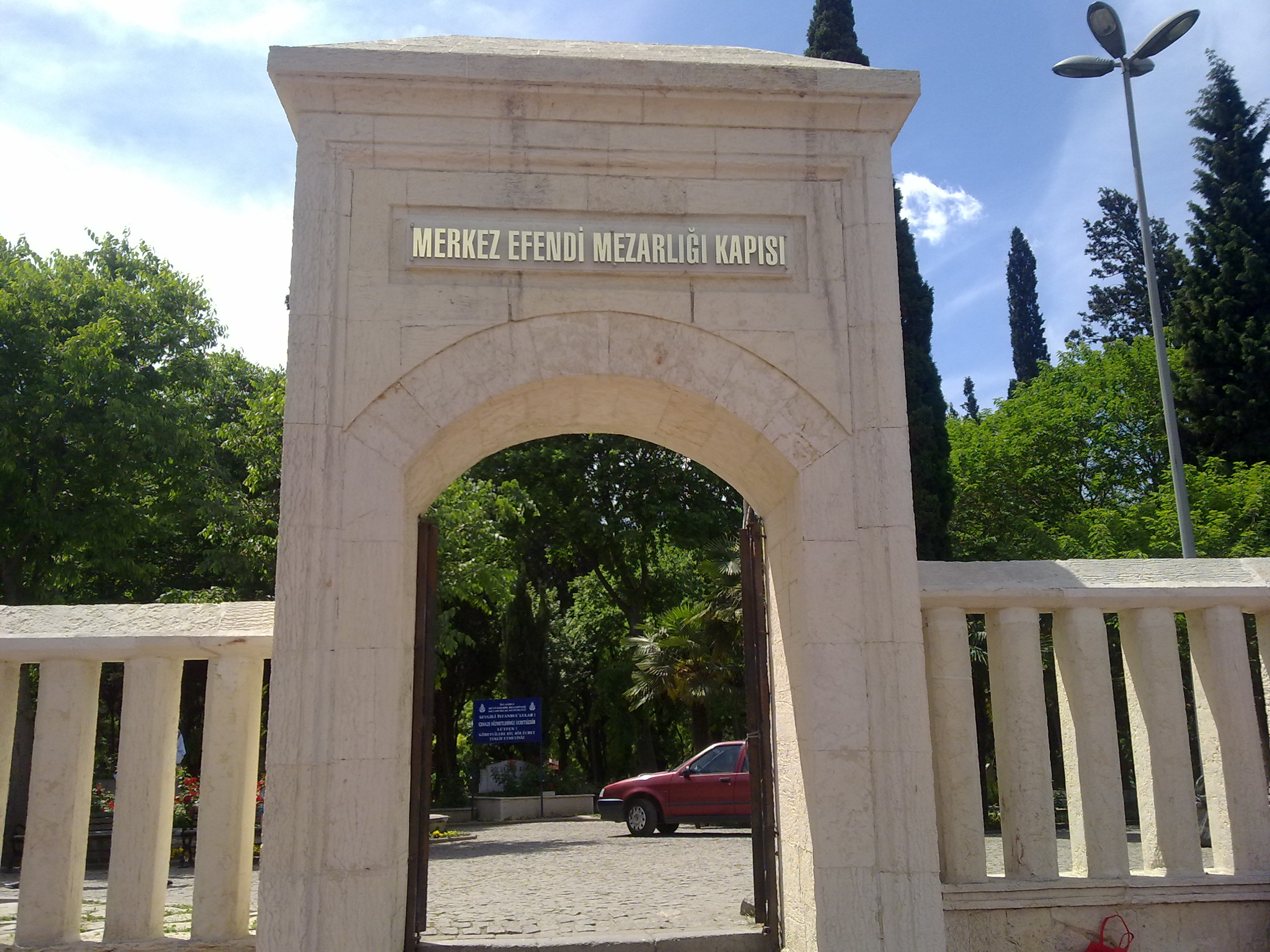
دروازه اصلی قبرستان مرکزافندی

گورستان مرکزافندی ( ترکی استانبولی: Merkezefendi Mezarlığı) قبرستانی است واقع در محله‌ی مرکزافندی از ناحیۀ زیتین‌بورنو در بخش اروپایی استانبول ترکیه. گورستان و محله‌ای که در آن واقع شده است به پاس سوفی عثمانی مرکزافندی (۱۴۶۳-۱۵۵۲) نامگذاری شده‌اند. 
بسیاری از روشنفکران، نویسندگان و هنرمندان مشهور در این گورستان قدیمی که وسعتی معادل ۲۷٬۸۰۰ متر مربع (۲۹۹٬۰۰۰ فوت مربع) دارد، به خاک سپرده شده‌اند.
این قبرستان در قرن شانزدهم با احداث آرامگاه مرکزافندی ساخته شد. محوطه‌ی آن در دهه ۱۹۵۰ گسترش پیدا کرد و یک قبرستان دیگر، به نام قبرستان کوزلو به فاصله‌ی ۱۰۰ متر (۳۳۰ فوت) از آن نیز تاسیس شد. 
در سال ۲۰۰۷، گورستان به طور کامل بازسازی شد.  در زمان دفن نخست وزیر سابق نجم‌الدین اربکان در سال ۲۰۱۱، گورستان به طور کامل دستخوش نوسازی شد. 
در حال حاضر تنها خانواده‌هایی که یکی از بستگانشان در قبرستان به خاک سپرده شده‌اند، اجازه دفن در این محل را دارند. 

## دفن‌شدگان مهم
به ترتیب سال مرگ: 
- عبدالله جودت (۱۸۶۹ - ۱۹۳۲) نویسنده، شاعر، مترجم، آزاداندیش و ایدئولوگ ترک‌های جوان
- ریزا نور (۱۸۴۲-۱۹۷۹) سیاستمدار، نویسنده
- عدنان ادیوار (۱۸۸۲-۱۹۵۵) پزشک، سیاستمدار، نویسنده
- هالیدی ادیف ادیور (۱۸۸۴-۱۹۶۴) رمان نویس زن، سیاستمدار فمینیست
- حمدالله سوفی تانریوور (۱۸۸۵-۱۹۶۶)، شاعر و سیاستمدار
- صباحدین ایوب‌اوغلو (۱۹۰۳-۱۹۷۳) مترجم، مقاله‌نویس، تهیه‌کننده فیلم
- سمیحه آیوردی (۱۹۰۵-۱۹۹۳) رمان نویس زن، صوفی
- مهندس نجم‌الدین اربکان (۱۹۲۶-، ۲۰۱۱)، سیاستمدار، نخست وزیر سابق
- توکتامیش آتش (۱۹۴۴-۲۰۱۳) نویسنده